# إديث هيلينا
إديث هيلينا (بالإنجليزية: Edith Helena)‏ هي مغنية أمريكية، ولدت في 1876، وتوفيت في 1956.

## روابط خارجية
- إديث هيلينا على موقع IMDb (الإنجليزية)